# Cyanotis beddomei
Cyanotis beddomei är en himmelsblomsväxtart som först beskrevs av Joseph Dalton Hooker, och fick sitt nu gällande namn av Erhardt, Götz och Seybold. Cyanotis beddomei ingår i släktet Cyanotis och familjen himmelsblomsväxter. Inga underarter finns listade.